# Jochen Schulte-Sasse
Jochen Schulte-Sasse (* 12. Juli 1940 in Salzgitter; † 12. Dezember 2012 in Piedmont, Kalifornien) war ein deutsch-amerikanischer Literatur-, Kultur- und Medienwissenschaftler und Übersetzer. Von 1979 bis 2011 war er Professor am Department of German, Scandinavian and Dutch sowie am Department of Cultural Studies and Comparative Literature der University of Minnesota, Minneapolis, wo er bereits 1968–1969 als Visiting Assistant Professor und 1978–1979 als Associate Professor gearbeitet hatte. 2002 hielt er ebenda den Fesler-Lampert Chair in the Humanities. Er war der Bruder von Hermann Schulte-Sasse.

## Leben
Jochen Schulte-Sasse besuchte das Freiherr vom Stein-Gymnasium in Lünen. Dort legte er 1960 das Abitur ab. Im Jahr 1961 begann er ein Lehramtsstudium Deutsch (Deutsche Literatur und Philologie) und Philosophie an der Georg-August-Universität Göttingen. Ferner studierte er an der  Rheinischen Friedrich-Wilhelms-Universität Bonn (1962–1964), an der  Westfälischen Wilhelms-Universität (1964–1965; neben den genannten Fächern auch Geschichte und Sprachwissenschaft) und an der Ruhr-Universität Bochum (1965–1968). Hier legte er im Juni 1968 die Erste Philologische Staatsprüfung für das Lehramt an Gymnasien ab. Im Folgemonat wurde er mit der als bester Dissertation des Jahres der Abteilung für Philologie ausgezeichneten, von Hans Joachim Schrimpf und Hermann Lübbe begutachteten Studie Die Kritik an der Trivialliteratur seit der Aufklärung. Studien zur Geschichte des modernen Kitschbegriffs promoviert.
Von 1969 bis 1976 war Jochen Schulte-Sasse Wissenschaftlicher Assistent an der Ruhr-Universität Bochum, nach der Habilitation im Juli desselben Jahres ein Jahr lang Privatdozent ebenda. 1977–1978 und 1979–1980 nahm er eine Lehrstuhlvertretung (Helmut Kreuzer) an der Universität Siegen wahr.
Zwischen 1990 und 2001 war Jochen Schulte-Sasse Gastprofessur an den Universitäten in Irvine (1990), Graz (1992), Salzburg (1997) und Amsterdam (2001).
An der University of Minnesota in Minneapolis war Jochen Schulte-Sasse in vielfältiger Weise in die universitäre Selbstverwaltung eingebunden, so von 2002 bis 2007 als Mitglied des Senats. Darüber hinaus betreute er mehr als zwei Dutzend PhD-Projekte.
Mit seiner 1971 erschienenen, 1977 erneut aufgelegten Dissertation und dem gleichzeitig in der weit verbreiteten Sammlung Metzler erschienenen Band Literarische Wertung sowie mit dem bei dtv (dtv Verlagsgesellschaft) herausgegebenen Band Literarischer Kitsch (1979) hat Jochen Schulte-Sasse schon früh, so Jürgen Link in seinem Nachruf, "entscheidende Beiträge zu den Debatten um eine Öffnung des Literatur- und Kulturbegriffs" und um die "Möglichkeit einer empirischen Ästhetik" geleistet. Dabei seien ihm Autoren, Philosophen und Künstler der Aufklärung und der Romantik eine lebenslange "Inspirationsquelle" gewesen. Zudem sei durch sein Wirken Minneapolis "zu einem Mekka europäisch-amerikanischer Debatten um 'die postmoderne Lage'" geworden.
In diesem Zusammenhang sind auch die zusammen mit Peter Bürger und Christa Bürger herausgegebenen vier Hefte für kritische Literaturwissenschaft (1979–1983), die von ihm mitbegründete Zeitschrift Cultural Critique sowie die zusammen mit Wlad Godzich herausgegebene, 88 Publikationen umfassende Reihe Theory and History of Literature (1981–1997) zu nennen.
Überdies hatte und hat Schulte-Sasse großen Einfluss auf Generationen von Studenten und Studentinnen durch seine zusammen mit Renate Werner verfasste, seit 1977 vielfach neu aufgelegte Einführung in die Literaturwissenschaft, ein Klassiker im utb (Uni-Taschenbücher)-Programm. Zu Klassikern sind auch jene in renommierten Lexika und Nachschlagewerken erschienenen Beiträge geworden, die seine vielfältigen Forschungsinteressen, -arbeiten und -ergebnisse in verdichteter Form wiedergeben.
Das erklärt, warum Kollegen seiner mit den folgenden Worten gedachten: "Jochen's personal, intellectual, and professional generosity, his enthusiasm, and his intellectual judgment were contagious amongst his students, colleagues, and those whose work he unstintingly fostered."
Jochen Schulte-Sasse war zweimal verheiratet, seit August 1970 mit der Literatur-, Kultur- und Medienwissenschaftlerin Linda Schulte-Sasse, geb. Schiele. Aus der ersten Ehe ging eine Tochter hervor, aus der Ehe mit Linda Schulte-Sasse eine Tochter und ein Sohn.

## Monographien
- Die Kritik an der Trivialliteratur seit der Aufklärung. Studien zur Geschichte des modernen Kitschbegriffs (= Bochumer Arbeiten zur Sprach- und Literaturwissenschaft. Band 6). Wilhelm Fink, München 1971; 2. Auflage ebenda 1977, ISBN 978-3-770503568.
- Literarische Wertung. J. B. Metzler, Stuttgart 1971 (= Sammlung Metzler. Bd. 98); 2., völlig neu bearbeitete Auflage ebenda 1976, ISBN 978-3-476100986.
- Literarische Struktur und historisch-sozialer Kontext: Zum Beispiel Lessings „Emilia Galotti“. Schöningh, Paderborn 1975, ISBN 978-3-506782502.
- mit Renate Werner: Einführung in die Literaturwissenschaft. Wilhelm Fink, München 1977, ISBN 978-3-770514649.

## Herausgeberschaften, Sammelbände
- Literarischer Kitsch. Texte zu seiner Theorie, Geschichte und Einzelinterpretation (= deutsche texte, Bd. 542). Tübingen: Niemeyer 1978.
- Naturalismus / Ästhetizismus. Frankfurt a. M.: Suhrkamp 1979 (zusammen mit Christa Bürger und Peter Bürger). ISBN 978-3-518109922
- Aufklärung und literarische Öffentlichkeit. Frankfurt a. M.: Suhrkamp 1980 (= Edition Suhrkamp 1040, Neue Folge Bd. 40; zusammen mit Christa Bürger und Peter Bürger). ISBN 978-3-518110409.
- Zur Dichotomisierung von hoher und niederer Literatur. Frankfurt a. M., Suhrkamp 1982 (= Edition Suhrkamp 1089, Neue Folge Bd. 89; zusammen mit Christa Bürger und Peter Bürger). ISBN 978-3-518110898.
- Popular Narratives / Popular Images. Cultural Critique, Bd. 10, 1988.
- Theory as Practice. A Critical Anthology of Early German Romantic Writings. Minneapolis University of Minnesota Press 1996 (Übersetzer und Mitherausgeber zusammen mit Haynes Horne, Elizabeth Mittman, Lisa C. Roetzel, Andreas Michel, Assenka Oksiloff und Mary R. Strand). ISBN 978-0816627790
- Cultural Critique 59. Minneapolis University of Minnesota Press 2005 (Mitherausgeber zusammen mit Keya Ganguly und John Mowitt). ISBN 978-0816643783

## Editionen literarischer Texte
- Lessing / Mendelssohn / Nicolai – Briefwechsel über das Trauerspiel. München: Winkler 1972. ISBN 3538076022.
- E. Marlitt: Im Hause des Kommerzienrates (zusammen mit Renate Werner). München: Fink 1977.

## Aufsätze (Auswahl)
- Autonomie als Wert. Zur historischen und rezeptionsästhetischen Kritik eines ideologisierten Begriffes. In: Gunter E. Grimm (Hg.): Literatur und Leser. Stuttgart: Reclam 1975, S. 101–118 und 383-84.
- Literarischer Markt und ästhetische Denkform. Analysen und Thesen zur Geschichte ihres Zusammenhangs. In: LiLi. Zeitschrift für Literaturwissenschaft und Linguistik, 2. Jg., 1972, S. 11–31.
- Aspekte einer kontextbezogenen Literatursemantik am Beispiel der "Emilia Galotti". In: Walter Müller-Seidel (Hg.): Historizität in Sprach- und Literaturwissenschaft. Vorträge und Berichte der Stuttgarter Germanistentagung 1972. München: Fink 1974, S. 159–174.
- Marlitts "Im Hause des Kommerzienrates". Analyse eines Trivialromans in paradigmatischer Absicht (zusammen mit Renate Werner). In: E. Marlitt: Im Hause des Kommerzienrates. München: Fink 1977, S. 389–434.
- Literarische Wertung: Zum unausweichlichen historischen Verfall einer literaturkritischen Praxis. In: LiLi. Zeitschrift für Literaturwissenschaft und Linguistik, 18. Jg., Bd. 71, 1988, S. 13–47.
- The Prestige of the Artist under Conditions of Modernity. In: Cultural Critique, Nr. 12, 1989, S. 83–100.
- Carl Einstein or, The Postmodern Transformation of Modernism. In: Andreas Huyssen, David Bathrick (Hg.): Modernity and the Text. Revisions of German Modernism. New York: Columbia University Press 1989, S. 36–59.
- Nietzsche's Theoretical Resistance, introduction to Peter Sloterdijk, The Thinker on Stage. In: Nietzsche's Materialism. Minneapolis: University of Minnesota Press 1989, S. IX-XXIV.
- Herder's Concept of the Sublime. In: Kurt Müller-Vollmer (Hg.): Herder Today. Berlin and New York: de Gruyter 1990, S. 268–291.
- War, Otherness and Illusionary Identifications with the State (zusammen mit Linda Schulte-Sasse). In: Cultural Critique, Nr. 19, 1991, S. 67–96.
- The Subject’s Aesthetic Foundation (on Kant). In: Peter Fenves and Richard Block (Hg.): The Spirit of Poesy. Evanston: Northwestern University Press 1999, S. 27–46.
- Mediality in Hegel: From Work to Text in the Phenomenology of Spirit. In: T. Rajan, A. Plotnitsky (Hg.): Idealism Without Absolutes. Albany: SUNY Press 2003, S. 73–91.
- The Concept of Literary Criticism in the Romantic Period. In: Peter Uwe Hohendahl (Hg.): History of German Literary Criticism. Lincoln: University of Nebraska Press 1988, S. 99–177.
- Electronic Media and Cultural Politics in the Reagan Era: The Attack on Libya and Hands Across America as Postmodern Events. In: Cultural Critique, Nr. 8, 1988, S. 123–152.
- Von der schriftlichen zur elektronischen Kultur: Über neuere Wechselbeziehungen zwischen Mediengeschichte und Kulturgeschichte. In: Hans Ulrich Gumbrecht, Karl Ludwig Pfeiffer (Literaturwissenschaftler) (Hg.): Materialität der Kommunikation (= stw Bd. 750). Frankfurt/Main: Suhrkamp 1988, S. 429–453.
- Modernity and Modernism, Postmodernity and Postmodernism: Framing the Issue. In: Cultural Critique, Nr. 5, 1987, S. 5–22.
- Imagination and Modernity or, The Taming of the Human Mind. In: Cultural Critique, Nr. 5, 1987, S. 23–48.
- Die Ästhetisierung der Transzendenz. Mit einem Exkurs zu Goethes "Faust". In: Hans Adler (Germanist), Renate Werner (Hg.): Subjektivität-Humanität-Ästhetik. Studien zur Geschichte der deutschen Literatur und ihren Bedingungen. Für Hans Joachim Schrimpf zum 60. Geburtstag. Bochum: Selbstverlag 1987, S. 41–79.
- Der Begriff der Literaturkritik in der Romantik. In: Peter Uwe Hohendahl (Hg.): Geschichte der deutschen Literaturkritik. Stuttgart: Metzler 1985, S. 76–128, 350–353.
- Theory of Modernism versus Theory of the Avant-Garde. Introduction to: Peter Bürger: Theory of the Avant-garde. Minneapolis: University of Minnesota Press 1984, VIII-XLVIII, 100–105.
- Toward a "Culture" for the Masses: The Sociopsychological Function of Popular Literature in Germany and the U.S., 1880-1920. In: New German Critique, Nr.  29, 1983, S. 85–105.
- Gebrauchswerte der Literatur. Eine Kritik der ästhetischen Kategorien "Identifikation" und "Reflexivität", vor allem im Hinblick auf Adorno. In: Christa Bürger u. a. (Hg.): Zur Dichotomisierung von hoher und niederer Literatur. Frankfurt/Main: Suhrkamp 1982, S. 62–107.
- Poetik und Ästhetik Lessings und seiner Zeitgenossen. In: Rolf Grimminger (Hg.): Sozialgeschichte der deutschen Literatur, Bd. 3. München: Hanser 1980, S. 303–326.
- Kritisch-rationale und literarische Öffentlichkeit. In: Jochen Schulte-Sasse u. a. (Hg.): Aufklärung und literarische Öffentlichkeit. Frankfurt/Main: Suhrkamp 1980, S. 12–38.
- Das Konzept bürgerlich-literarischer Öffentlichkeit und die historischen Gründe seines Zerfalls. In: Jochen Schulte-Sasse u. a. (Hg.): Aufklärung und literarische Öffentlichkeit. Frankfurt/Main: Suhrkamp 1980, S. 83–115.
- Das deutsche bürgerliche Drama (1730-1789). In: Rolf Grimminger (Hg.): Sozialgeschichte der deutschen Literatur, Bd. 3. München: Hanser 1980, S. 423–499.

## Lexikonbeiträge (Auswahl)
- Distanz/Distanzlosigkeit, ästhetische. In: Joachim Ritter (Hg.): Historisches Wörterbuch der Philosophie, Bd. 2. Basel: Schwabe 1972, Spalten 267–269.
- Kitsch. In: Joachim Ritter, Karlfried Gründer (Hg.): Historisches Wörterbuch der Philosophie. Basel: Schwabe 1976, Sp. 843–846.
- Trivialliteratur. In: Klaus Kanzog, Achim Masser (Hg.): Reallexikon der deutschen Literaturgeschichte, Bd. 4. Berlin, New York: de Gruyter 1984, S. 562–583.
- Der Begriff der Literaturkritik in der Romantik. In: Peter Uwe Hohendahl (Hg.): Geschichte der deutschen Literaturkritik (1730–1980). Stuttgart: Metzler 1985, S. 76–128.
- Einbildungskraft/Imagination. In: Karlheinz Barck, Martin Fontius, Dieter Schlenstedt, Burkhart Steinwachs, Friedrich Wolfzettel (Hg.): Ästhetische Grundbegriffe, Bd. 2. Stuttgart, Weimar: Metzler 2001, S. 88–120.
- Medien/medial. In: Karlheinz Barck, Martin Fontius, Dieter Schlenstedt, Burkhart Steinwachs, Friedrich Wolfzettel (Hg.): Ästhetische Grundbegriffe, Bd. 4. Stuttgart, Weimar: Metzler 2002, S. 1–37.
- Perspektive/Perspektivismus. In: Karlheinz Barck, Martin Fontius, Dieter Schlenstedt, Burkhart Steinwachs, Friedrich Wolfzettel (Hg.): Ästhetische Grundbegriffe, Bd. 4. Stuttgart, Weimar: Metzler 2002, S. 758–777.
- Phantasie: In: Karlheinz Barck, Martin Fontius, Dieter Schlenstedt, Burkhart Steinwachs, Friedrich Wolfzettel (Hg.): Ästhetische Grundbegriffe, Bd. 4. Stuttgart, Weimar: Metzler 2002, S. 778–797.